# Bit Agusi
Bit-Agusi was een Aramees / neo-Hettitisch vorstendom. De resten van de hoofdstad Arpad komen overeen met de ruïneheuvel Tell-Rifat. 
De stad Arne hoorde ook onder Bit-agusi. Salmanasser III hield in zijn tiende jaar (849) een campagne tegen Karkemis en Bit-Agusi en zegt daarover:

Ik veroverde de stad Arne van Arame..

Ik veroverde de stad [...]agdā van Arame zoon van (A)gusi

Later ontving de Assyrische koning schatting van Arame.
Tiglat-Pileser III geeft een lijst van steden die tot Bit-Agusi behoorden, daaronder was ook Saruna, dat mogelijk het moderne Sarin is, 15 km ten zuidoosten van Gaziantep. Het wordt waarschijnlijk ook genoemd als Surunu door Salmanasser III, als šrn in het Aramese Sefire-verdrag en als Šurun in het verdrag tussen Suppiluliuma I en Sattiwaza.
Bij het conflict tussen Gurgum en Kummuh dat beslecht werd door Adad-nirari III, was Atarshumki van Arpad de leider van een coalitie van acht koningen die met Gurgum tegen de Assyriërs streed. Assur-nirari V (755-744) sloot een verdrag met Mat'il van Arpad waarin deze de verplichting op zich nam deel te nemen aan Assyrische veldtochten.
Bit Agusi · Bit-Bahiani · Gurgum · Halab · Hamath · Hatarikka · Hilakku · Kammanu · Karkemis · Kummuh · Pattina · Que · Sam'al · Tabal · Til-Barsip